# Ulrich Beck
Ulrich Beck (ur. 15 maja 1944 w Słupsku, zm. 1 stycznia 2015 w Monachium) – niemiecki socjolog, profesor Uniwersytetu Ludwika i Maksymiliana w Monachium oraz London School of Economics and Political Science.

## Koncepcje i poglądy
Zajmował się m.in. zagadnieniami związanymi z ryzykiem, środowiskiem oraz globalizacją. Na początku lat 80. stworzył koncepcję społeczeństwa ryzyka podatnego na katastrofy technologiczne wywołane rozwojem przemysłu i techniki, np. globalne ocieplenie. Prognozował powrót do państw narodowych i konfliktów między narodami.
Opisał kategorie określane jako „zombi” w odniesieniu do społeczeństwa „refleksyjnego” w kontekście mediów, oznacza to duży postęp naukowy i techniczny, ale wytwarzany jakby we śnie albo amoku wywołanym przez pragnienie parcia do przodu.
Ulrich Beck uchodzi za najlepiej znanego współczesnego socjologa niemieckiego i należy do najczęściej cytowanych współczesnych przedstawicieli nauk społecznych.
Od kwietnia 1995 należał do Komisji Problemów Przyszłości Wolnych Państw Bawarii i Saksonii.

## Wybrane publikacje
- Risikogesellschaft – Auf dem Weg in eine andere Moderne (1986)
- Riskante Freiheiten – Gesellschaftliche Individualisierungsprozesse in der Moderne (1994, redaktor wraz z Elisabeth Beck-Gernsheim)
- Eigenes Leben – Ausflüge in die unbekannte Gesellschaft, in der wir leben (1995, współautorzy: W. Vossenkuhl i U. E. Ziegler)
- Reflexive Modernisierung – Eine Debatte (1996, współautorzy: Anthony Giddens oraz Scott Lash)
- Was ist Globalisierung? (1997)
- World Risk Society (1999)
- Cosmopolitan Vision (2006)
- Weltrisikogesselschaft. Auf der Suche nach der verlorenen Sicherheit (2007)

## Tłumaczenia prac na język polski
Książki:
- Społeczeństwo ryzyka. W drodze do innej nowoczesności, Warszawa 2002 i 2004, Wyd. Scholar, s. 372, ISBN 83-7383-116-9 (Risikogesellschaft – Auf dem Weg in eine andere Moderne 1986)
- (z Anthonym Giddensem i Scottem Lashem) Modernizacja refleksyjna. Polityka, tradycja i estetyka w porządku społecznym nowoczesności, tłum. Jacek Konieczny, Warszawa 2009, Wydawnictwo Naukowe PWN, s. 288, ISBN 978-83-01-15825-5 (Reflexive Modernization. Politics, Tradition and Aesthetics in the Modern Social Order 1994)
- Władza i przeciwwładza w epoce globalnej. Nowa ekonomia polityki światowej, Warszawa 2005, Wydawnictwo Naukowe Scholar, 2005, s. 414, ISBN 83-7383-147-9 (Macht und Gegenmacht im globalen Zeitalter: neue weltpolitische Ökonomie 2002)
- (z Edgarem Grande) Europa Kosmopolityczna. Społeczeństwo i polityka w drugiej nowoczesności, 2009, Wyd. Scholar, ISBN 978-83-7383-332-6 (Das kosmopolitische Europa. Gesellschaft und Politik in der Zweiten Moderne 2004)

Publikacje z tekstami:
- Jacek Żakowski (rozmówcy Ulrich Beck i inni) Koniec: rozmowy o tym, co się popsuło w nas, w Polsce, w Europie i na świecie, Warszawa 2006, Wydawnictwo Sic!

## Nagrody
Otrzymał następujące nagrody:
- 1966 − Nagroda Kultury miasta Monachium,
- 1999 − German British Forum Award,
- Nagroda Cycerona dla Mówców[2].